# 霍舍姆 (英國國會選區)
霍舍姆（英語：Horsham），英國國會一郡選區，位於英格蘭東南部西薩塞克斯郡東北部，包括霍舍姆、中薩塞克斯一部。
始設於1295年，1832年為自治市選區，1885年前應選兩席。1918年被撤銷。1945至1974年再恢復，1983年第三次設立。
本區自1883年以來一直支持保守黨。2010年大選中麥浩德以52.7%選票勝出該區成功連任。2015年英國大選時，Jeremy Quin代表保守黨當選。